# اینزل (زاکسن-آنهالت)
اینزل (به آلمانی: Insel) یک منطقهٔ مسکونی در آلمان است که در اشتندل واقع شده‌است. اینزل ۷۲۹ نفر جمعیت دارد.